# La reina de los pájaros
La reina de los pájaros es un libro de fábulas infantiles del escritor, periodista y empresario uruguayo Constancio C. Vigil (Rocha, Uruguay; 4 de septiembre de 1876 - Buenos Aires; 24 de septiembre de 1954) escrito en 1941 y publicado por editorial Atlántida.  En 1948 la fábula fue traducida al idioma chino para su venta en el mercado de ese país. En al menos cinco de sus ediciones contó con los dibujos del artista Federico Ribas. Posteriormente el libro volvió a editarse en la década de 1970 en un formato diferente de tapa dura con mayor tamaño y con un volumen de 30 pàginas en los que se respetaba el texto de las ediciones anteriores. En esta nueva tirada el diseño de arte estuvo a cargo de Ayax Barnes.
El libro trata de manera fabulosa el conflicto por la supervivencia de las distintas especies de pájaros en la selva de Montiel, ante el avance de la captura  de pájaros para cautiverio. Al igual que en el resto de las obras de Vigil el cuento posee claras lecciones morales, un recurso a la vez caracterìstico del gènero de las fàbulas. A lo largo del cuento son mencionadas varias de las aves que integran un total de 250 especies que habitan la selva de Montiel.

## Resumen
El libro comienza relatando acerca de una escuela para aves manejada por una urraca de nombre Simona, que intenta impartirle a los alumnos, a veces de manera poco ortodoxa y enèrgica, la información y educación necesarias para evitar caer como presas de cazadores y trampas. basándose en la experiencia infortuita de un cabecita negra que fue capturado y puesto en cautiverio y que gracias al cual, otros pájaros más precavidos han logrado salvarse del confinamiento o la caza.
Posteriormente el libro analiza en retrospectiva el caso de Gorgolino, un presunto Benteveo que llevaba una vida de disconformidad y soñaba con ser cualquier otro animal incluido el hombre, debido a que él analizaba las grandes ventajas que dispondría si pudiese poseer las características físicas de esos otros animales, por lo cual se decide a acercarse a una vivienda, donde el dueño, tras repetidas veces que el ave visita las inmediaciones de la casa, le da captura y lo encierra en una jaula. 

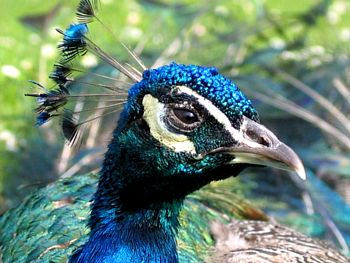
Aunque en el libro no se menciona la especia de ave a la que pertenece la reina de los pájaros, las ilustraciones la postulan como un Pavo cristatus

Sus lastimeros e incesantes cantos llegan a oídos de la Reina de los Pájaros la cual tras enviar a varios súbditos a verificar si efectivamente Gorgorino estaba cautivo, decide ir ella misma a su encuentro, extrañada de que a los humanos les pudiese interesar el capturar a los pàjaros, y luego de encontrarlo dentro de la jaula, éste le pide en lugar de su propia libertad, el ser alguien diferente. 
La reina dispone de habilidades mágicas y a pedido de Gorgorino ella lo convierte cada noche en un ratón, un murciélago, una mariposa y una rana, recuperando su forma de pájaro al amanecer cuando él debía regresar a la jaula. Siendo ratón Gorgorino descubre que puede ser alcanzado y cazado por un gato; siendomariposa se da cuenta de lo corta que será su vida; en su forma de murciélago le advierten que durante el invierno deberá permanecer en algún sitio sin poder comer ni moverse colgado con la cabeza hacia abajo y en su forma  de rana podrá servir de alimento a aquellas personas que las comen. Por lo tanto, en cada una de esas transformaciones en un animal diferente, Gorgorino encuentra pesadumbres y temores que lo llevan a que finalmente se decida a volver a su condición original que es la de ser un ave.
Luego de liberarse definitivamente de la jaula en la que el hombre lo ha puesto, la reina lo conduce nuevamente de regreso a la selva pero le aplica una reprimenda por sus ambiciones egocéntricas, la cual consistía en que durante todo el día, molestos piojos le creasen una gran picazón, haciendo que su principal tarea sea la de expulgarse con el pico sin tener tiempo de pensar en otra cosa. Asimismo la reina lo priva de alcanzar en su vuelo las altas cumbres, manteniéndose todo el tiempo a pocos centímetros del suelo.
Sin embargo la reina sospecha que la captura de Gorgorino y su posterior fuga, tenga consecuencias aún más graves que los meros delirios de grandeza del pájaro y las sanciones que se le pudieran aplicar para escarmentarlo, y que peor aún, pueda suscitar en su captor, la idea de comenzar con una tendencia hacia la caza permanente, lo cual termina dándose de esa manera al punto de que una y otra vez da captura de varios pájaros solo atraído por su plumaje y su canto, sin meditar o analizar que se tratan de aves que no suelen vivir en cautiverio. 
La reina decide consultar a un consejo de pájaros, integrado por siete individuos de especies diferentes como una golondrina, un pirincho, un chingolo, un tordo, un corbatita, un pecho colorado y un tucán. Luego de un largo silencio sin saber qué respuesta darle a la reina, se llega a la conclusión que la carencia de corazón es lo que motiva a los hombres a querer poner en una jaula a los pájaros y que para remediar ese conflicto, deben hallar la manera de traerle a los hombres el corazón de regreso. Gran cantidad de pájaros se dedican a la tarea de búsqueda durante casi cinco añoss in obtener ningún resultado. Finalmente ella libera a Gorgorino de su molesto castigo y él también parte en la búsqueda a la que el resto de los pájaros se dedicaban. La reina se recluye en la selva y con el correr del tiempo se vuelve cada vez más depresiva y distante manteniéndose vedada a los ojos y oídos de los hombres e incitando a los otros pájaros a dejar de cantar y perder su plumaje durante alguna temporada para evitar lucir atractivos a ojos de las personas y no ser capturados. Paralelamente las aves debían concurrir a escuelas que les enseñasen cómo eludir a los cazadores y sus artimañas. Puesto que la reina no encuentra la manera de regresarle a los hombres la capacidad de comprender que deben dejar a los pájaros vivir en la naturaleza, la única alternativa a la que recurren es a la de evitar a los humanos.

## Segmentos
El libro se compone de varias lecturas o segmentos cortos relacionados entre sí en la trama del cuento.
- La señorita Simona

- Cabecita Negra

- Las enseñanzas del peligro

- La reina de los pájaros

- Quién era Gorgorino

- Viaje de la reina

- El primer pedido

- El segundo pedido

- Convertido en rana

- Convertido en mariposa

- En el árbol de la reina

- Ambición de uno, mal de muchos

- Una calamitosa novedad

- La consulta

- Se inicia la gran búsqueda

- La ternura de los pájaros

- El perdón para el culpable

- Las órdenes de la reina[8]

## Peculiaridades
No obstante que en ningún momento del relato se menciona la especie de ave a la que pertenece la Reina de los Pájaros, mientras que sí se mencionan las especies a las que pertenecen la mayoría de los otros pájaros, las descripciones del plumaje de la reina, conjuntamente con las ilustraciones del dibujante Federico Ribas, se deja vislumbrar que la aludida es en verdad un pavo real.
Durante su vida, Constancio C. Vigil utilizó gran parte de sus cuentos y fábulas como un medio de inculcar en los lectores infantiles la idea de la escuela como establecimiento para combatir la ignorancia. El escritor formó parte de una corriente cultural que pretendía difundir la alfabetización y varias de sus obras constituyeron parte del material didáctico de las escuelas a mediados del siglo XX. Bajo los conceptos morales de Vigil, aquellos protagonistas de sus lecturas o cuentos que se reniegan de la escuela como fuente del recto conocimiento sufren las consecuencias que deben afrontar con algún pesar, algo que deja establecido Vigil en lecturas como "Por no saber leer" en Cartas a gente menuda, o dentro del cuento la reina de los pájaros, en especial en el capítulo de la escuela de la señorita Simona, donde Vigil de manera metafórica hace un paralelismo entre las aves que concurren a la escuela para evitar caer en las tramperas de los cazadores y las dificultades a las que un niño puede enfrentarse en la vida por no concurrir a la escuela.